# Mitostoma atticum
Mitostoma atticum is een hooiwagen uit de familie aardhooiwagens (Nemastomatidae). De originele naamcombinatie (protoniem) was Nemastoma atticum Roewer, 1928. Een volgende naamrecombinatie werd gepubliceerd als Mitostoma atticum (Roewer, 1928) in  Roewer 1951.